# San Luis de Gaceno
San Luis de Gaceno es un municipio colombiano  situado en la provincia de Neira, en el Departamento de Boyacá. También conocido como "Puerta de Oro del Llano", está ubicado en las estribaciones de la Cordillera Oriental en la región denominada como Piedemonte Llanero, parte suroriental del departamento de Boyacá. Distancia de la ciudad de Tunja, la capital del departamento, 135 km.

## Toponimia

##### Origen lingüístico[3]
- Familia lingüística: Indoeuropea
- Lengua: Latín / Germano

##### Significado
San es una expresión que proviene de la voz latina sanctus, que nombra lo sagrado, variación de sancio “inviolable”. Sanctus es una modificación del vocablo sak que genera los sentidos de “honrar, reverenciar, respetar, estimar, venerar, glorificar, hacer inviolable algo por un acto religioso, establecer de una manera inmutable, ordenar, decretar, sancionar”. Es una expresión que antiguamente nombró la acción de teñir con sangre de sacrificio a quienes purificaban sus pecados; esta práctica era llamada santi-santos”
El nombre luis se origina en la lengua germana y comprende los vocablos y comprende los vocablos hluot que significa "gloria" y las voces weg-wig que expresan "combate, guerrero", "guerra", "batalla", "guerrero glorioso" y "guerrero célebre".

##### Origen / Motivación
Sobre la motivación del nombre del municipio existen varias versiones, una primera sugiere que el nombre fue dado en homenaje a San Luis, rey de Francia, conocido como Luis IX.
De acuerdo con la versión de Evangelina Roa Roa y Dustano Romero, su esposo, llegaron varios contemporáneos, entre ellos Luis Hoyos quién construyó su vivienda junto a lo que hoy es el cementerio. Él tenía un hijo ciego también de nombre Luis, en su honor y por decisión de los pobladores, se bautizó el territorio como San Luis.
Por otra parte, se cuenta que los caucheros y cazadores se perdían en la selva que se levantaba entre las quebradas La Gazajarro y La Gacenera. El Padre Jacinto Vega nacido en Saboyá, una vez conoció las historias de hombres perdidos inventó el término gaceno en referencia a la circunstancia de perderse o engacenarse y colocó el apellido que le faltaba a San Luis.

## Historia
Hacia 1912 y 1915 se evidenció la presencia de los primeros pobladores provenientes de los sectores de Tibaná, Chinavita y del Valle Tenza. El caucho fue muy apreciado y se convirtió en importante fuente de ingresos, pero la falta de vías y cultivos extensivos disminuyó la explotación cauchera, sustituida para dar paso a la ganadería y a las bestias de monta. De acuerdo con la versión de Evangelina Roa Roa y Dustano Romero, su esposo, llegaron varios contemporáneos, entre ellos Luis Hoyos quién construyó su vivienda junto a lo que hoy es el cementerio. Él tenía un hijo ciego también de nombre Luis, en su honor y por decisión de los pobladores, se bautizó el territorio como San Luis. 
Por otra parte, se cuenta que los caucheros y cazadores se perdían en la selva que se levantaba entre las quebradas La Gazajarro y La Gacenera. El Padre Jacinto Vega nacido en Saboyá, una vez conoció las historias de hombres perdidos inventó el término gaceno en referencia a la circunstancia de perderse o engacenarse y colocó el apellido que le faltaba a San Luis. Antiguamente estas tierras pertenecieron al municipio de Macanal y se cuenta que en el siglo XVII sacerdotes jesuitas vinieron a evangelizar ese territorio.

## División Político-Administrativa
Además de su Cabecera municipal. San Luis de Gaceno tiene bajo su jurisdicción los siguientes Centros poblados:
- Guamal
- Horizonte
- La Frontera
- La Mesa del Guavio
- San Carlos del Guavio
- Santa Teresa

## Movilidad
San Luis de Gaceno está conectada con la Ruta Nacional 56 que une desde Chocontá en Cundinamarca hasta Sabanalarga en Casanare.
Las vías principales de la red vial actual son la carrera 5 (Avenida Guillermo Gaviria Correa) y la carrera 4 (avenida Duran Quintero) por las que se articula el mayor tránsito, el sector del centro urbano tiene una red vial en buen estado en pavimento rígido entre las calles 3 y 7 entre carreras 3 y 5. La mayoría de las vías se presentan en regular estado, ya que las vías rurales existentes son caminos que han sido ampliados, volviéndolos trochas para transitar, algunas solo en épocas de verano.

## Economía
Las tierras de San Luis de Gaceno, recién colonizadas eran bosques vírgenes y suelos fértiles, los primeros emigrantes realizaron talas y quemas intensivas con el fin de preparar los suelos para sus cultivos; dentro de los cuales se destacaban el maíz, la yuca, el plátano y algunos cítricos, que aún prevalecen. A campo abierto se fomentó las pasturas como el Yaragua o puntero y en las partes más frías el pasto gordura. Las primeras cosechas fueron muy abundantes; pero se perdían en gran parte, por la carencia de vías para su comercialización, tan solo se mercadeaba con los arrieros de la época, quienes tenían limitaciones para transportar las cosechas y solo adquirían parte de ella. La caña miel alcanzó a sembrarse en unas pocas hectáreas, pero debido a su poca comercialización y bajos rendimientos desapareció su producción muy rápidamente. El manejo deficiente y tradicional de los cultivos, la no fertilización de los suelos, fueron bajando los rendimientos, quedando estos actualmente reducidos a pequeñas áreas llamados “trabajaderos” y a zonas más fértiles; utilizados para cultivos de autoconsumo o pan coger. El uso que predomina actualmente son praderas con pastos mejorados para la explotación bovina (pasto braquiaria). Actualmente predominan las actividades agropecuarias y las formas de uso actual y las prácticas de conservación del suelo, entre otras actividades del sector productivo En el municipio se identifican los tres sectores productivos de la economía: sector primario (agricultura, ganadería y minería), sector secundario (industria artesanal de lácteos) y sector terciario (comercio y servicios administrativos y públicos). En el sector primario se distinguen subsectores como el Pecuario, destacándose la explotación bovina como renglón y actividad más importante en la generación de ingresos de la población, principalmente de las familias campesinas y como complementarios se tienen la explotaciones porcícola, avícola, piscícola, equina y algunas especies menores. De igual manera en el subsector Bovino la explotación está orientada a la producción de carne, leche y doble propósito. Las razas predominantes según UMATA están encaminadas a estos tipos de producción así: raza Cebú (Bos indicus) para doble propósito (carne y leche); cruce de Cebú x Pardo Suizo para producción de leche y cruces de Cebú x Simental o Cebú x Normando especializados en la producción de carne.

## Geografía
Descripción Física
El municipio de San Luis de Gaceno, está ubicado en la parte suroriental del Departamento de Boyacá, en la provincia de Neira, sobre las estribaciones de la cordillera Oriental en el Piedemonte Llanero; a una altitud de 400 m s. n. m. Su topografía se caracteriza por ser quebrada, ligeramente montañosa e irrigada por un gran número de quebradas y ríos que descienden de la cordillera. La cabecera municipal está situada a 4°49′28″ de latitud norte y 73°10′15″ de longitud oeste, cuenta con una temperatura promedio de 28 °C, su área aproximada es de 458.5 km², y dista de la capital del departamento 135 km., siguiendo la vía Garagoa – Tibaná – Tunja; y de Bogotá 196 km., por la vía Guateque – Sisga – Bogotá.
Límites del municipio
San Luis Gaceno está delimitada por municipios de su departamento al norte y oeste, Cundinamarca y Meta al sur y al este con Casanare.
| Noroeste: Campohermoso                              | Norte: Campohermoso                           | Nordeste: Páez y Sabanalarga ( Casanare) |
| Oeste: Santa María (Río Lengupá) (Ruta Nacional 56) |                                               | Este: Sabanalarga ( Casanare)            |
| Suroeste: Santa María                               | Sur: Paratebueno ( Cundinamarca) (Río Guavio) | Sureste: Sabanalarga ( Casanare)         |

Datos generales
- Población: 6.158 habitantes
  - Cabecera: 2.045
  - Resto. 4.113
- Extensión: 458.5 km²

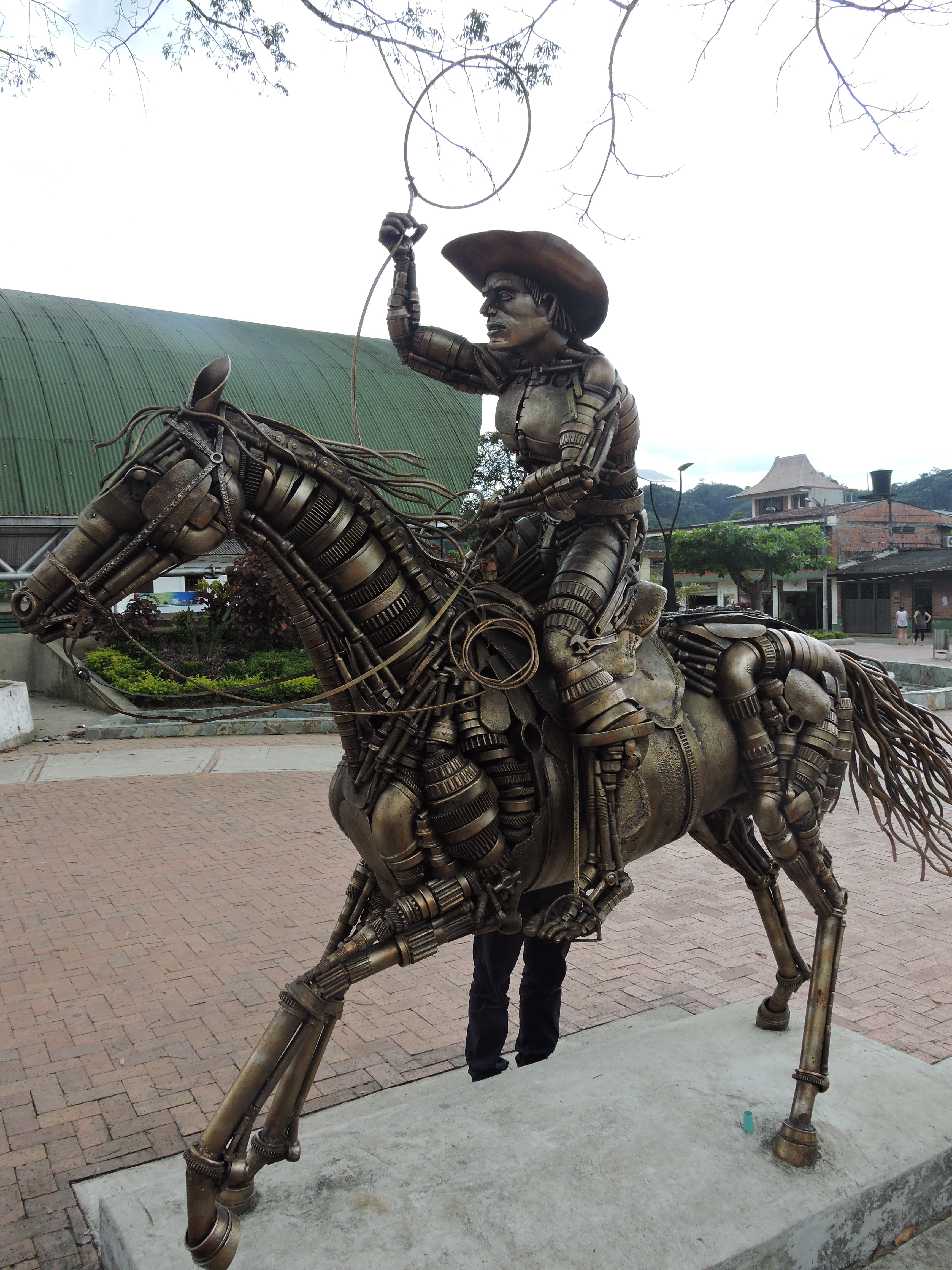
Escultura a la cultura llanera

- Altitud de la cabecera municipal: 400 m s. n. m.
- Temperatura media: 28 °C
- Distancia de referencia: Tunja 135 km - Bogotá 196 km

## Ecología

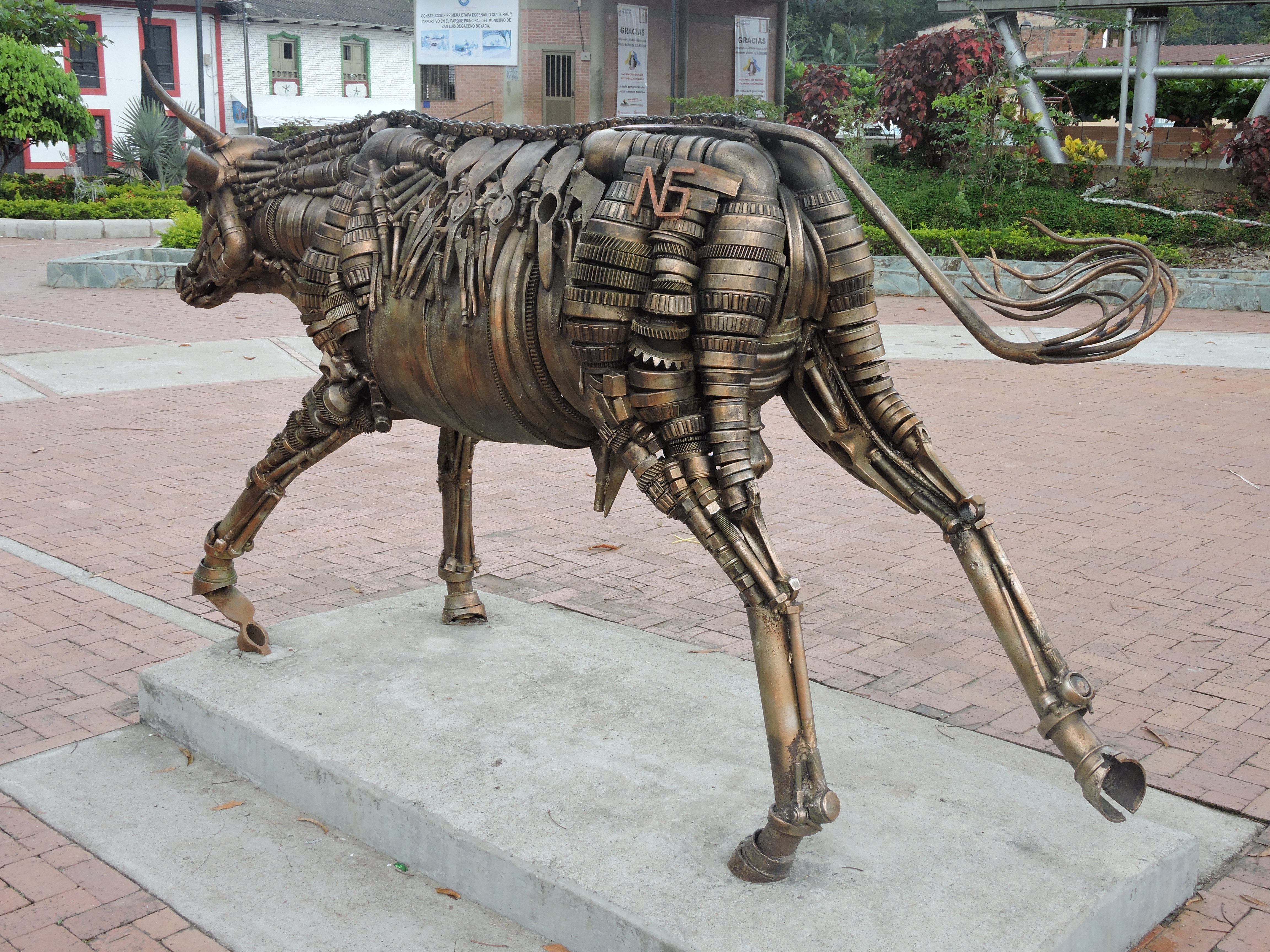
Escultura a la cultura llanera

El municipio se encuentra en las estribaciones de la cordillera oriental mirando hacia los Llanos del Casanare, en formaciones montañosas características del Piedemonte llanero. La distribución y combinación de los elementos y los factores contribuyen a determinar los tipos de vegetación, suelos, erosión, los regímenes hidrológicos y en general las condiciones para las actividades socio - económicas que se desarrollan en el área del municipio. El régimen de precipitación en el municipio de San Luis de Gaceno, está directamente influenciado por la zona de convergencia intertropical (ZCIT), el cual a su vez puede sufrir intensificaciones o atenuaciones en su efecto por el factor orográfico. Este fenómeno se pone de manifiesto por lo general en toda el área, influenciado por su situación geomorfológica de Piedemonte, donde debido a su posición, la nubosidad y los vientos, se registran altos volúmenes de precipitación en la zona. En el municipio se diferencian claramente dos grandes zonas de vida, las cuales han sido clasificadas según el sistema Holdridge. 
Hacia las estivaciones de la cordillera se aprecia la zona de Bosque Húmedo Tropical bh-T, que abarca la mayoría del territorio y avanzando hacia el norte en dirección al municipio de San Luis de Gaceno, se observa una zona de Bosque Húmedo Premontano bhp-T. Ver mapa 6. Zonas de vida. Desde el punto de vista ecológico, es decir desde el dinamismo ecosistémico, la estabilidad se logra cuando en el sistema natural se consigue mantener una biomasa y una producción similares; aunque el conseguirlo implique, frente a cambios reiterados del medio, alternar continuamente las proporciones de las distintas especies.